# Peinture de chevalet

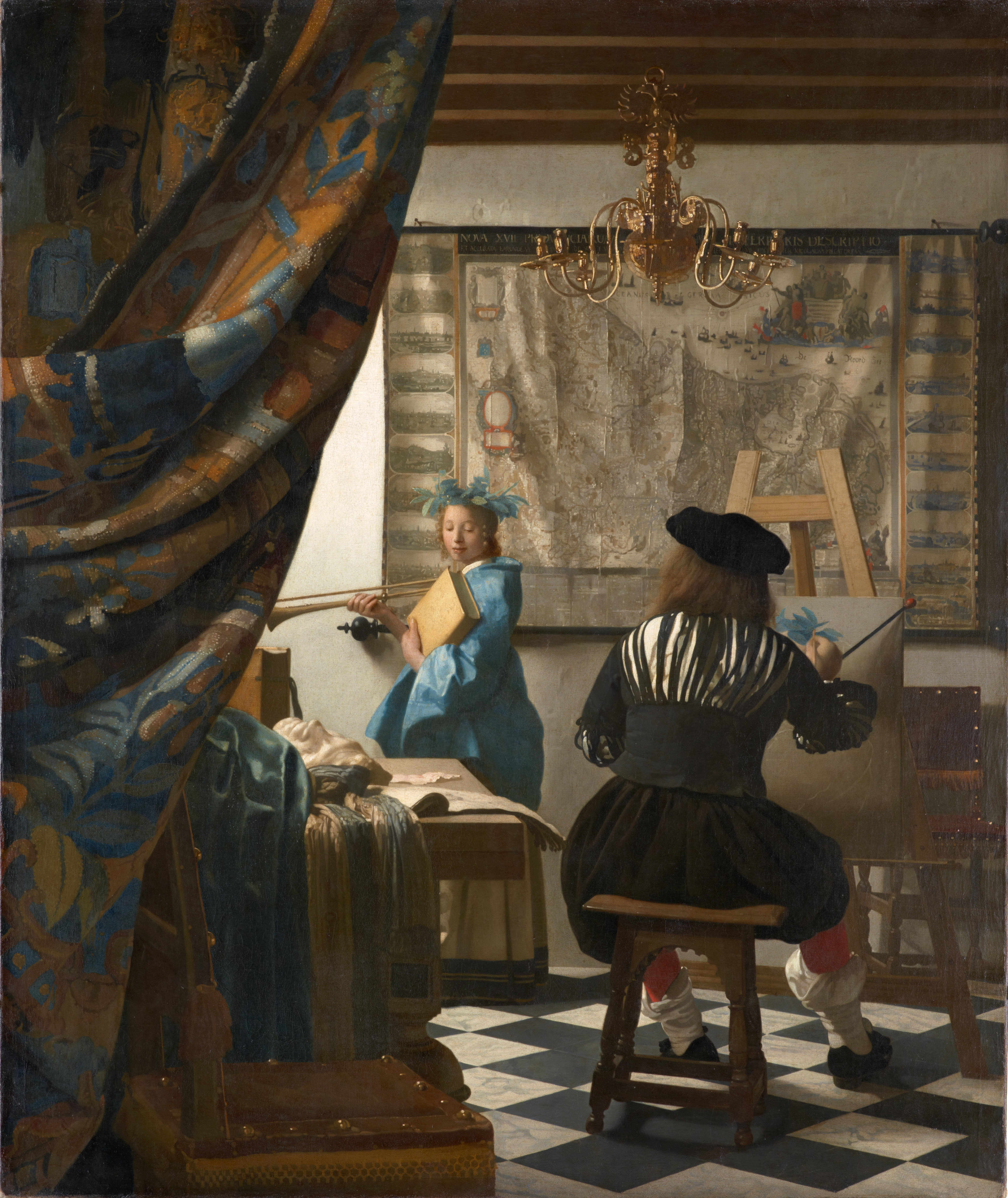
Allégorie de Jan Vermeer van Delft.

La peinture de chevalet (ou peinture sur chevalet) est une œuvre picturale de moyen ou petit format peinte sur un support rigide (toile sur châssis, panneau de bois ou marouflé, carton simple ou encollé), et qui nécessite pour sa réalisation, l'usage d'un chevalet. Elle s'oppose techniquement à la fresque, à la peinture murale, ainsi qu'à la peinture monumentale, qui n'ont pas recours à l'utilisation de ce support. La peinture de chevalet apparaît vers la fin du XIVe siècle quand les artistes se tournent vers la peinture sur panneaux et ensuite par la généralisation de la toile à peindre, aidés en cela par la technique nouvelle à l'huile. Son essor commence au siècle suivant.

## Histoire

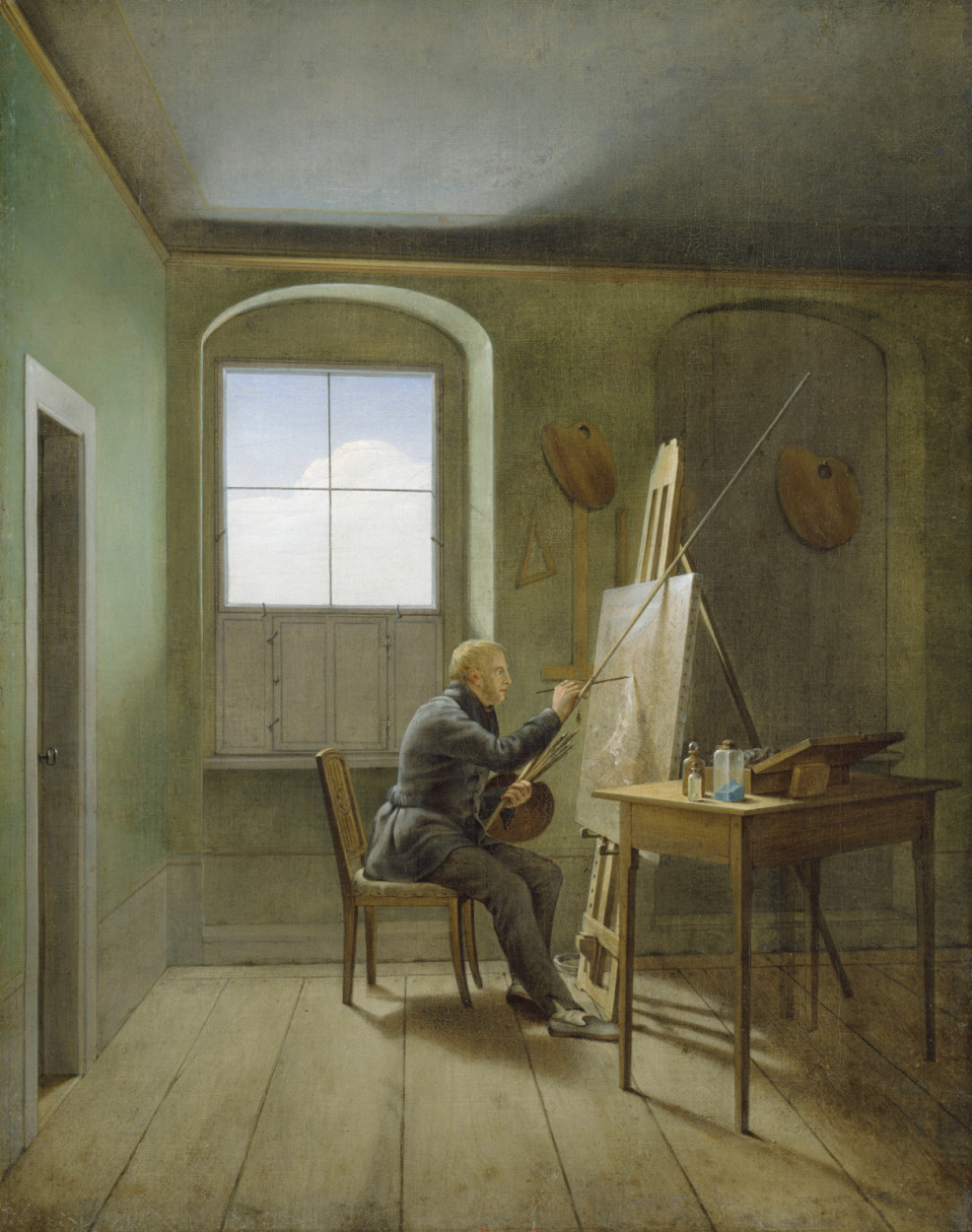
Le Peintre dans son atelier par Georg Friedrich Kersting.

Cette terminologie ne désigne pas un genre pictural, ni une école, ni un thème artistique mais une technique de réalisation qui s'insère historiquement entre la peinture murale des fresques et les techniques contemporaines (action painting, peinture des muralistes mexicains…).
Ainsi Jackson Pollock, par le choix de toiles de très grandes dimensions, annonce que le tableau de chevalet, est pour lui, « une forme en voie de disparition » et que « la tendance moderne va vers le tableau mural », comme il l’écrivait dès 1947 dans son dossier de demande pour la bourse Guggenheim. Il abandonne par conséquent le pinceau et les peintures traditionnelles en utilisant d'autres matériaux et d'autres gestes (dripping et action painting).